# Abigail Bush
Abigail Norton Bush (19. března 1810 Cambridge – 10. prosince 1898 Vacaville) byla americká abolicionistka a aktivistka za práva žen v Rochesteru ve státě New York. Působila jako předsedkyně Rochesterského shromáždění za práva žen, které se konalo v roce 1848 bezprostředně po prvním shromáždění za práva žen v Seneca Falls. Abigail Bush se stala první ženou, která v USA předsedala veřejnému shromáždění složenému z mužů i žen.

## Životopis
Abigail Norton se narodila 19. března 1810. Navštěvovala ortodoxní První presbyteriánský kostel v Rochesteru ve státě New York a pomáhala své matce s charitativní činností. V roce 1831 konvertovala v důsledku populárních náboženských probuzení, které vedl Charles Grandison Finney. Po konverzi navštěvovala Druhý presbyteriánský kostel, známý jako „Cihlový kostel“ (Brick Church), a spolupracovala s Rochesterskou ženskou charitativní společností poskytující pomoc chudým a nemocným.
Abigail Norton se v roce 1833 provdala za Henryho Bushe (1805–1875), bratra Obadiaha Bushe (prapradědečka prezidenta George H. W. Bushe). Henry a jeho bratr byli výrobci kamen a radikální abolicionisté. Během pěti let se jméno Abigail Bush přestalo objevovat v souvislosti s aktivitami Cihlového kostela. Během následujících třinácti let Bush porodila šest dětí, z nich čtyři přežily.
Když nastal rozkol mezi abolicionisty v roce 1840, Henry Bush se rozhodl zůstat v Americké protiotrokářské společnosti (American Anti-Slavery Society), frakci která přijímala ženy za aktivní členky. Abigail Bush začala více sympatizovat s radikálními reformami a odpadlíky od církve, a v roce 1843 vystoupila z Cihlového kostela, aby se aktivně zapojila do činnosti Západní newyorské protiotrokářské společnosti. Bush byla v té době nejvýznamnější bývalou evangeličkou v radikálních kruzích.

### Rochesterské shromáždění za práva žen
Po skončení shromáždění v Seneca Falls v červenci 1848 se účastníci z Rochesteru (Bush se ho nezúčastnila) rozhodli uspořádat podobné vlastní shromáždění. Přesvědčili Lucretii Mott, aby zůstala v New Yorku déle a vystoupila na jejich shromáždění jako hlavní řečník, stejně jako tomu bylo v Seneca Falls.
V Rochesteru byl zvolen výbor pro organizaci shromáždění v jehož rámci byl vytvořen malý nominační výbor, který měl za úkol vybrat funkcionáře. Amy Post, Rhoda DeGarmo a Sarah D. Fish se sešly večer 1. srpna 1848, aby vybraly seznam funkcionářů složený výhradně z žen, přičemž Abigail Bush měla být předsedkyní.
Ráno 2. srpna 1848 v rochesterském unitářském kostele svolala Amy Post Rochesterské shromáždění za práva žen a přečetla navrženou kandidátní listinu funkcionářů. Návrh, aby předsedkyní shromáždění byla žena, se setkal s okamžitým odporem. Elizabeth Cady Stanton, Mary Ann M'Clintock a Lucretia Mott byly důrazně proti myšlence ženy-předsedkyně a nechtěly, aby špatné vystupování funkcionářek poškodilo veřejný obraz nového hnutí za práva žen. Všechny byly mezi organizátorkami shromáždění v Seneca Falls, které dodrželo tradici a zvolilo za předsedu muže. Stanton se ptala, jak může žena bez znalosti parlamentní procedury a bez zkušeností s vedením veřejných schůzí vykonávat funkci předsedkyně. Stanton, Mott a M'Clintock „byly na pokraji znechucení, odhodlané shromáždění opustit“, když je Post, Fish a DeGarmo přesvědčily, že to může fungovat. Bush byla zvolena po hlasování mezi přítomnými, čímž se stala první ženou, která předsedala veřejnému shromáždění složenému z mužů i žen v USA.

Když se Bush ujala funkce předsedkyně, Mott a Stanton opustily svá čestná místa na pódiu a posadily se do publika. Po úvodní modlitbě, kterou přednesl mužský baptistický duchovní Svobodné vůle, přečetla jedna ze tří tajemnic zápis z předchozího shromáždění v Seneca Falls. Od posluchačů, kteří nedokázali rozeznat slabě znějící slova, se ozývaly výkřiky „hlasitěji, hlasitěji“. Bush vystoupila na pódium a řekla:
Přátelé, předstupujeme před vás jako utlačovaná třída, s třesoucími se kostmi a kolísajícími jazyky, a neočekáváme, že budeme zpočátku schopny mluvit tak, aby nás všichni slyšeli, ale věříme, že budeme mít sympatie posluchačů a že budete snášet naši slabost v počátcích hnutí. Naše důvěra ve všemohoucnost práva je naší jedinou vírou, že uspějeme.
Abigail Bush předsedala všem třem zasedáním jednodenního shromáždění. V pozdních hodinách schůzi ukončila „se srdcem překypujícím vděčností”. Lucretia Mott k ní přistoupila, vřele ji objala a poděkovala jí za předsednictví. Stanton se omluvila za své vlastní „pošetilé chování“, když pochybovala o schopnosti Bush uspět. Od té chvíle byly na sjezdech za ženská práva ve Spojených státech vždy zvoleny předsedkyně.

## Poté
Koncem prosince 1848 se Abigail Bush stala členkou obchodního výboru Západní newyorské protiotrokářské společnosti. Její příspěvek a příspěvek dalších dvou žen z Rochesteru sloužil k naplnění zásady společnosti o rovném společenském zapojení žen.
V roce 1849 nebo 1850 se Henry Bush, uštvaný dlouholetými obchodními ztrátami, vydal na západ hledat štěstí v kalifornské zlaté horečce, a počátkem 50. let 19. století se k němu připojila Abigail Bush s dětmi. Rodina se usadila na ranči o rozloze 600 akrů jižně od tehdejší hranice kalifornského Martinezu v okrese Contra Costa, asi 32 km východně od San Franciska. Její manžel zemřel v roce 1975. V té době prodala severní část ranče bratrům křesťanům, kteří zde vybudovali seminář a začali podnikat ve výrobě vína.
V roce 1878 poslala dopis na sjezd Národní asociace pro ženská práva (NWSA) v Rochesteru, v němž blahopřála ženskému hnutí k 30. výročí shromáždění v Seneca Falls a Rochesteru: „Řekněte vašemu shromáždění, že mé srdce je s nimi ve všech jejich jednáních a radách, a věřím, že z jejich úsilí vzejde pro ženy velké dobro.”
V roce 1898 oslavila NWSA 50. výročí shromáždění v Seneca Falls a Rochesteru a během zasedání nazvaného „Večer průkopnic“ uctila odvahu a sílu Abigail Bush. Té bylo tehdy 88 let a stále žila v Kalifornii. Ohledně své role na shromáždění v Rochesteru v roce 1848 napsala Susan B. Anthony: „Nemohla jsem se vůbec sejít na poradě s přáteli kvůli nemoci v rodině, dokud jsem se s nimi nesetkala v sále, když shromáždění započalo, a pak jsem padla do rukou těch, kteří na mě naléhali, abych se zúčastnila jako předsedkyně shromáždění. V Seneca Falls měli za předsedu Jamese Motta, pohledného muže, ale jeho hlava padla do rukou mých starých přítelkyň Amy Post, Rhody DeGarmo a Sarah Fish, které se mnou okamžitě začaly pracovat, aby dokázaly, že přišla hodina, kdy může předsedat žena, a uvedly mě do kostela. Amy navrhla mé jméno jako předsedkyně. Bylo okamžitě přijato a od té hodiny se zdálo, že jsem obdařena jako shůry, abych sloužila po dva [sic] dny shromáždění a tři zasedání denně.”
Abigail Bush zemřela krátce po napsání tohoto dopisu, 10. prosince 1898 ve Vacaville v Kalifornii. Je pohřbena na hřbitově Alhambra Cemetery v Martinez v okrese Contra Costa County v Kalifornii.